# Duchnów (gmina)
Duchnów – dawna gmina wiejska istniejąca w XIX wieku w guberni warszawskiej. Siedzibą władz gminy był Duchnów.
Za Królestwa Polskiego gmina Duchnów należała do powiatu mińskiego w guberni warszawskiej. Obejmowała dobra Brzeziny, Duchnów, Dziechciniec, Golica, Kąck, Konik Stary, Malcanów, Olszowa, Pęclin, Wielgolas Brzeziński, Wielgolas Duchnowski i Żanęcin.
Gminę zniesiono w połowie 1870 roku a jej obszar włączono do gminy Wiązowna.